# Ван Дорн, Алберт
Алберт ван Дорн (нидерл. Albert van Doorn; 15 мая 1891, Амстердам — 1 марта 1986, Суст) — нидерландский виолончелист и режиссёр.
Окончил Амстердамскую консерваторию, ученик Исаака Моссела. В 1920—1926 гг. играл в Оркестре Консертгебау, выступал также как солист — в частности, в 1926 г. его сольный сонатный вечер (с пианисткой Эльзой Нолтениус) положительно оценил Виллем Пейпер. В 1927 г. участвовал в концертах парижского Независимого музыкального общества; постоянно сотрудничал с композитором Тибором Харшаньи, был первым исполнителем его виолончельной сонаты.
В 1926—1932 гг. играл в составе Квартета Рота, в 1928 г. вместе с коллективом перебрался в США. Затем вернулся в Нидерланды, обосновавшись в Хилверсюме; в 1933 г. принял участие в дирижёрском мастер-классе Германа Шерхена в Страсбурге.
В 1934 г. женился на актрисе Нел Остхоут, после чего посвятил себя театральному искусству. В 1935 г. возглавил первое в Нидерландах литературное кабаре Blauwland (с нидерл. — «Синяя страна»). Во время немецкой оккупации во время Второй мировой войны вместе с женой давал подпольные уроки и проводил незаконные творческие вечера, сразу после войны возглавил театр Comoedia в Утрехте. Сотрудничал также с Амстердамским студенческим театром. Выступал как театральный режиссёр и, эпизодически, как актёр на телевидении, снялся в кинофильмах «Забытый понедельник» (1974) и «Продолжительность жизни» (1975). Преподавал театральное мастерство в Утрехте и Амстердаме.